# Provincies van Oezbekistan
De Republiek Oezbekistan is onderverdeeld in 1 stad met provinciestatus (sahar), 12 provincies (Oezbeeks: viloyatlar, enkelvoud: viloyat) en 1 autonome republiek (respublikasi). De provincies en Karalpakië zijn verdeeld in districten (tuman), die weer verdeeld zijn in steden (shahar) en plattelandsgemeenten (qishloq fuqarolari yigʻini).
Hieronder staan in de tabel de namen van de administratieve eenheden en hun administratieve centra in het Nederlands en Oezbeeks.
| Gebied                                                                | Bestuurlijk centrum                | Aantal inwoners |
| --------------------------------------------------------------------- | ---------------------------------- | --------------- |
| 01. Stad Tasjkent (Toskent shahri)                                    | 01. Stad Tasjkent (Toskent shahri) | 2.180.000       |
| 02. Provincie Andizan (Andijon viloyati)                              | Andizan                            | 2.477.900       |
| 03. Provincie Buchara (Buxoro viloyati)                               | Buchara (Buxoro)                   | 1.576.800       |
| 04. Provincie Fergana (Fargona viloyati)                              | Fergana (Fargona)                  | 2.997.400       |
| 05. Provincie Jizzax (Jizzax viloyati)                                | Jizzax                             | 1.090.900       |
| 06. Provincie Namangan (Namangan viloyati)                            | Namangan                           | 2.196.200       |
| 07. Provincie Navoiy (Navoiy viloyati)                                | Navoiy                             | 834.100         |
| 08. Provincie Qashqadaryo (Qashqadaryo viloyati)                      | Karshi                             | 2.537.600       |
| 09. Provincie Samarkand (Samarqand viloyati)                          | Samarkand (Samarqand)              | 3.032.000       |
| 10. Provincie Sirdaryo (Sirdaryo viloyati)                            | Guliston                           | 698.100         |
| 11. Provincie Surxondaryo (Surxondaryo viloyati)                      | Termiz                             | 2.012.600       |
| 12. Provincie Tasjkent (Toskent viloyati)                             | Tasjkent (Toskent)                 | 2.537.500       |
| 13. Provincie Xorazm (Xorazm viloyati)                                | Urganch                            | 1.517.600       |
| 14. Autonome republiek Karakalpakstan (respublikasi Qaraqalpog'iston) | Nukus                              | 1.612.300       |

Onder de provincie Fergana vallen ook twee exclaves in Kirgizië: Soh en Shohimardon.